# Mia Audina
Mia Audina Tjiptawan (Yakarta, 22 de agosto de 1979) es una deportista neerlandesa de origen indonesio que compitió en bádminton, en las modalidades individual y dobles.
Participó en tres Juegos Olímpicos de Verano, obteniendo dos medallas de plata, en Atlanta 1996 y Atenas 2004, ambas en la prueba individual, y el quinto lugar en Sídney 2000, también en la prueba individual.
Ganó una medalla de bronce en el Campeonato Mundial de Bádminton de 2003 y cuatro medallas en el Campeonato Europeo de Bádminton entre los años 2002 y 2006.

## Palmarés internacional
| Representando a Indonesia        |                          |                   |            |
| Juegos Olímpicos                 |                          |                   |            |
| Año                              | Lugar                    | Medalla           | Prueba     |
| 1996                             | Atlanta (Estados Unidos) | Medalla de plata  | Individual |
| Representando a los Países Bajos |                          |                   |            |
| Juegos Olímpicos                 |                          |                   |            |
| Año                              | Lugar                    | Medalla           | Prueba     |
| 2004                             | Atenas (Grecia)          | Medalla de plata  | Individual |
| Campeonato Mundial               |                          |                   |            |
| Año                              | Lugar                    | Medalla           | Prueba     |
| 2003                             | Birmingham (Reino Unido) | Medalla de bronce | Individual |
| Campeonato Europeo               |                          |                   |            |
| Año                              | Lugar                    | Medalla           | Prueba     |
| 2002                             | Malmö (Suecia)           | Medalla de plata  | Individual |
| 2004                             | Ginebra (Suiza)          | Medalla de oro    | Individual |
| 2004                             | Ginebra (Suiza)          | Medalla de oro    | Dobles     |
| 2006                             | Den Bosch (Países Bajos) | Medalla de plata  | Individual |